# Maik Taylor
Maik Taylor, född 4 september 1971 i Hildesheim, Tyskland, är en nordirländsk före detta fotbollsmålvakt. Han spelade under sin karriär 88 landskamper för Nordirlands landslag.
Han skrev ett korttidskontrakt med Leeds United i november 2011 men utan att spela någon match. I maj 2012 meddelade Leeds United att klubben inte förlänger kontraktet med Taylor och därmed är han en free agent. Därefter spelade han för Millwall innan han avslutade sin karriär.